# Мась Олексій
Олексій Мась (нар.. 3 липня 1974, Київ, Українська РСР, СРСР — пом. 6 жовтня 2021, Київ) — український інтернет-підприємець і розробник сервісу Mail.ua, засновник Української банерної мережі та Infostore.org, автор iForum та CraftNetworks, консультант стартапів, письменник-фантаст.

## Біографія
Народився 1974 року в Києві. 1991 року закінчив Республіканську фізико-математичну школу. Під час навчання в школі регулярно вигравав шкільний та міський етапи предметних олімпіад з математики та фізики. Брав участь у Союзній олімпіаді з фізики в 1990 році. За успіхи на республіканському етапі з олімпіади без екзаменів був прийнятий на радіофізичний факультет Київського державного університету імені Т. Г. Шевченка.
З відзнакою закінчив виш 1996 року. Ще під час навчання у ЗВО з 1993 року разом з Русланом Дмитраковічем займався програмуванням в одній із лабораторій Державного науково-дослідного інституту автоматизованих систем в будівництві (НДІАСБ). Ними було створено систему автоматизації бухгалтерської діяльності під назвою Tree. Потім, з 1995 по 1997 роки працював у відділі програмних засобів банку «Український капітал». З вересня 1997 до березня 2000 року працював провідним фахівцем Національного банку України з питань проходження за кордон платежів по кредитних картках Visa на HP-Unix. Саме в НБУ Олексій познайомився з можливостями Інтернету (dial-up). В цей час він розробив свій перший сайт для київської майстерні фантастики «Третя сила». Уже на той час, сайт був досить прогресивним: з опитуваннями, рейтингами авторів тощо.
У січні 1999 року спільно з Русланом Дмитраковічем запустили діяльність Української банерної мережі з метою отримання прибутку. Проєкт хостився на LuckyNet. А його вартість склала приблизно 100 доларів. Через два місяці мережа вийшла в лідери в Україні.
У березні 2000 року покинув банківську діяльність та очолив «Український Портал». Також почав займатись розвитком українського Yahoo (Український портал).
У 2001 році потрапив у ДТП, зіткнувшись із джипом Олександра Омельченка. У результаті розслідування та суду був виправданий.
У 2002 році створив та реалізував движок для побудови сайтів ReJump, який базується на системі триланкових посилань. На ньому були побудовані сайти «Автоклуб Водила», «Кіноман», «Longtexts» та інші. Цей же движок став основою сервісу Book.ua, системи рекомендації книг
У 2003 створив сайт Infostore.org, який став найвідомішим файлообмінником і був закритий у 2008 році. На момент закриття з нього віддавався кожен 3-й байт точки обміну українського трафіку UA-IX. У 2007-му UAPortal.com був проданий холдингу «Обозреватель». Наступного року знову став відомим у результаті закриття Infostore.org. Головна версія влади — бажання інтернетників зняти з посади Міністра МВС Юрія Луценка. Завдяки підтримці теле- та радіоканалів, а також СБУ, конфлікт було врегульовано. Сервери міліція повернула лише через рік. Утім, проєкт не було відновлено.
1 квітня 2009 року разом з Олександром Ольшанським започаткував iForum.ua — «Форум інтернет-діячів». Перший же рік конференцію відвідали 1280 осіб і вона стає найбільшою інтех конференцією в Україні. У 2012 році з 5576 відвідувачами iForum став найбільшою конференцією в Східній Європі, отримавши Рекорд України. Того ж 2012 року Олексій Мась після декілька років переговорів продає Mail.ua холдингу Mail.ru.
2015 року перейшов працювати до компанії «Київстар»: обійняв посаду радника з IT і Digital президента Петра Чернишова. У 2017 році ця посада трансформувалася на керівника Інноваційної лабораторії Київстар. До завдань входить пошук стартапів для інтеграції в бізнес корпорації (скаутинг). 2019 року пішов з корпорації. Почав активно займатися власним проєктом — «крафтових соцмереж». Це онлайн-спільноти, створені під індивідуальні потреби замовника.
Помер 6 жовтня 2021 року на 48 році життя через хворобу, з якою боровся два місяці.

## Літературна творчість
Починаючи з травня 1997 року писав оповідання на тему фантастики

### Оповідання
- «Ящик по бартеру», журнал «Веселка» 1998. № 1, м. Київ
- «Останній бій», журнал «Поріг» 1998. № 5, м. Кіровоград
- «Вони приходять завжди», журнал «Поріг» 1998. № 6, м. Кіровоград
- «Ми поважати себе змусимо», «Домашній ПК» 1999. № 1 м. Київ
- «Зустріч» журнал «Веселка», 1999. №№ 11—12, м. Київ

## Родина
Разом із дружиною Ларисою виховував трьох дітей:
- Діана (нар. 1996), художник-ілюстратор у POPEL Agency[9], живе в Нью-Йорку
- Михайло (нар. 2003), художник
- Елеонора[10] (нар. 2014)